# Чемпіонат України з легкої атлетики
Чемпіонат України з легкої атлетики — головне національне легкоатлетичне змагання України, яке організовується Легкою атлетикою України. Змагання проводиться щорічно на відкритому повітрі, як правило, влітку та є головним відбірковим змаганням на головні міжнародні старти відповідного сезону (Олімпійські ігри, чемпіонати світу та Європи).

## Формат змагань
Дисципліни чемпіонату проходять на легкоатлетичному стадіоні з коловою доріжкою довжиною 400 метрів та включають бігові та технічні види, що входять до олімпійської програми змагань, крім дисциплін багатоборства, спортивної ходьби та марафонського бігу, які проводяться окремо в інші місяці року. Крім цього, щорічно проводяться окремі чемпіонати України проводяться в інших неолімпійських видах легкої атлетики (трейл, гірський біг, крос, окремі шосейні бігові дисципліни (1 миля, 10 кілометрів, напівмарафон) тощо).
Змагання основного чемпіонату тривають, як правило, 4 дні, кожен з яких поділяється на ранкову та вечірню сесії.

## Історія змагань
Національні легкоатлетичні першості на українських землях не проводилися до 1921 року, коли в Харкові на спортивному майданчику машинобудівного заводу «Гельферіх-Саде» чоловіки визначали переможців з легкої атлетики в програмі змагань Всеукраїнської олімпіади.
За радянського періоду до 1991 року включно головною українською національною першістю з легкої атлетики був чемпіонат УРСР, який проводився щорічно (за виключенням 1925—1926, 1929—1935 та 1941—1944 років). Як і чемпіонати інших союзних республік, він не мав такого значення, як чемпіонат СРСР з легкої атлетики.
Перший чемпіонат з легкої атлетики незалежної України був проведений наприкінці травня 1992 року в Києві на Республіканському стадіоні.

## Чемпіонати України
Чемпіонати України проводяться серед спортсменів чотирьох вікових категорій: дорослих, молоді (не старше 23 років), юніорів (не старше 20 років) та юнаків (не старше 18 років).
Таблиця нижче відображає деталі основних чемпіонатів дорослої вікової категорії.
| Рік  | Місто-господар | Дати проведення   | Стадіон                  |
| ---- | -------------- | ----------------- | ------------------------ |
| 1992 | Київ           | 26-31 травня      | Республіканський стадіон |
| 1993 | Київ           | 2-4 липня         | Республіканський стадіон |
| 1994 | Київ           | 26-28 травня      | Республіканський стадіон |
| 1995 | Київ           | 12-15 червня      | Республіканський стадіон |
| 1996 | Київ           | 6-9 червня        | НСК «Олімпійський»       |
| 1997 | Київ           | 11-14 липня       | НСК «Олімпійський»       |
| 1998 | Київ           | 31 липня-2 серпня | НСК «Олімпійський»       |
| 1999 | Київ           | 21-24 вересня     | НСК «Олімпійський»       |
| 2000 | Київ           | 3-6 серпня        | НСК «Олімпійський»       |
| 2001 | Київ           | 1-3 липня         | НСК «Олімпійський»       |
| 2002 | Донецьк        | 10-13 червня      | «Локомотив»              |
| 2003 | Київ           | 3-6 липня         | НСК «Олімпійський»       |
| 2004 | Ялта           | 3-4 липня         | «Авангард»               |
| 2005 | Київ           | 2-3 липня         | НСК «Олімпійський»       |
| 2006 | Київ           | 21-23 липня       | НСК «Олімпійський»       |
| 2007 | Донецьк        | 4-8 липня         | РСК «Олімпійський»       |
| 2008 | Київ           | 1-4 липня         | НСК «Олімпійський»       |
| 2009 | Ялта           | 22-23 липня       | «Авангард»               |
| 2010 | Донецьк        | 1-4 липня         | РСК «Олімпійський»       |
| 2011 | Донецьк        | 2-5 серпня        | РСК «Олімпійський»       |
| 2012 | Ялта           | 12-15 червня      | «Авангард»               |
| 2013 | Донецьк        | 24-27 липня       | РСК «Олімпійський»       |
| 2014 | Кіровоград     | 24-26 липня       | «Зірка»                  |
| 2015 | Кіровоград     | 30 липня-1 серпня | «Зірка»                  |
| 2016 | Луцьк          | 16-19 липня       | «Авангард»               |
| 2017 | Кропивницький  | 5-8 липня         | «Зірка»                  |
| 2018 | Луцьк          | 18-21 липня       | «Авангард»               |
| 2019 | Луцьк          | 21-23 серпня      | «Авангард»               |
| 2020 | Луцьк          | 29-30 серпня      | «Авангард»               |
| 2021 | Луцьк          | 18-20 червня      | «Авангард»               |
| 2022 | Луцьк          | 10-11 вересня     | «Авангард»               |
| 2023 | Луцьк          | 28-30 липня       | «Авангард»               |
| 2024 | Львів          | 28-30 червня      | «Скіф»                   |
| 2025 | Львів          | 8-10 серпня       | «Скіф»                   |